# Oskar Rózsa
Oskar Rózsa (* 22. července 1974) je slovenský hudebník, hudební skladatel, dirigent a pedagog.
Narodil se v hudební rodině, vystudoval dirigentství na bratislavské konzervatoři a pak na VŠMU. Dva roky také studoval kompozici filmové hudby v Bostonu.
Muzikantsky se podílel se na asi padesáti albech předních slovenských umělců jako Dežo Ursiny, Richard Müller, Jaro Filip nebo Marián Varga. Zasloužil se o vznik a vydání posmrtného alba svého tragicky zemřelého vrstevníka a přítele Marka Brezovského. Působil i v projektech věnovaných improvizované hudbě, několik let vystupoval v triu ASH Band s Andrejem Šebanem a Marcelem Buntajem.

## Nové aranžmá slovenské hymny
Rózsa dlouhodobě projevoval zájem vytvořit nové aranžmá slovenské státní hymny. Na jeho nabídku teprve roku 2024 kladně zareagovalo ministerstvo kultury pod vedením Martiny Šimkovičové. Informace o přípravách a posléze i o ceně zakázky předčasně unikly do médií, což přineslo kritické reakce z různých stran.
Velké pozdvižení až skandál vyvolala koncem listopadu 2024 Rózsova ostrá reakce na soustavnou kritiku na adresu dosud nezveřejněného díla (plánováno na 1. leden 2025) i na samotnou jeho osobu. Tehdy těmto kritikům vzkázal: „Já tu hymnu nedělám pro vás. Vy jste stále nepochopili, že to není vaše hymna. To je hymna pro úplně jinou skupinu lidí a věřte, že jich je podstatně, několikanásobně víc než vás. Bez ohledu na to, jak hlasitě vřískáte.“ Za tato slova ovšem začal být ihned obviňován z elitářství a rozdělování národa, kriticky reagovali i někteří vládní politici jako ministr školství Tomáš Drucker nebo ministr životního prostředí Tomáš Taraba.